# 時之栖
株式会社時之栖（ときのすみか）は、静岡県御殿場市にあるレジャー会社。御殿場高原時之栖のほか、静岡県内に多数の温泉施設やホテルを展開する。米久創業家が株主であることから、米久グループと関係が深い。

## グループ施設
県東部エリア
- 御殿場高原時之栖（御殿場市）
- 富嶽温泉 花の湯（富士宮市）
- 富士宮ホテル時之栖（富士宮市）※2025年1月13日閉館
- レストイン時之栖（東名高速道路上り足柄SA）
- 足柄浪漫館（東名高速道路下り足柄SA）

県中・西部エリア
- 川根温泉ホテル（島田市川根町笹間渡）※2014年7月1日～2019年6月30日
- 静岡ホテル時之栖（静岡市駿河区）
- はままつフルーツパーク時之栖（浜松市北区）※2013年4月1日～

伊豆エリア
- IZU VILLAGE（伊豆の国市田京）
- 修善寺時之栖（伊豆市瓜生野）※2024年に伊豆温泉村から改称[1]
- 沼津インターグランドホテル（沼津市）※2024年10月事業譲渡
- 湯治場 ほたる（伊豆市上船原）※2024年12月27日閉館

## 指定管理者施設
- 浜松市フルーツパーク - 2013年4月1日より、浜松市フルーツパークの指定管理者となる。命名権を取得し、施設名称は「はままつフルーツパーク時之栖」となる。

## 関連企業
- 株式会社福太郎本舗
- 御殿場高原ビール

## テレビ番組
- 日経スペシャル カンブリア宮殿 体も心もリフレッシュ！大人のための癒しリゾート（2018年8月16日、テレビ東京）[2]